# Revenue
Revenue, född 30 juni 1996 i Vomb i Skåne län, är en svensk varmblodig travhäst. Han tränades och kördes av sin uppfödare Lutfi Kolgjini.
Revenue tävlade åren 1998–2004 och sprang in 16,7 miljoner kronor på 110 starter varav 47 segrar. Han inledde karriären sommaren 1998 och var obesegrad under debutsäsongen. Han tog sex raka segrar från tävlingsdebuten samt elva raka segrar på hemmabanan Jägersro. Bland hans främsta meriter räknas segrarna i Svensk Uppfödningslöpning (1998), Gala Internazionale del Trotto (2002, 2003), Hugo Åbergs Memorial (2003), Grand Prix Departement Alpes-Maritimes (2003), Gulddivisionens final (2004), Nat Ray Trot (2004) och Allerage Farms Open Trot (2004). Han kom även på tredjeplats i Sprintermästaren (2000).
Han deltog i Elitloppet på Solvalla 2003 och 2004. Han gick vidare till final båda gångerna och tog sin bästa placering 2004, då han slutade på fjärdeplats i finalen.
Efter tävlingskarriären har han varit avelshingst. Han fick sin första kull 2005. Denna kull innehöll bland andra Reven d'Amour, som senare vann bland annat Europeiskt treåringschampionat. Revenue är även far till 2012 års Hambletonian Stakes-vinnare Market Share. Andra kända avkommor är In Vain Sund och Truculent.